# New England (album)
New England – siódmy album studyjny Wishbone Ash. 

## Lista utworów
| 1. | „Mother of Pearl”                     | 4:31  |
|    |                                       |       |
| 2. | „(In All of My Dreams) You Rescue Me” | 6:13  |
|    |                                       |       |
| 3. | „Runaway”                             | 3:18  |
|    |                                       |       |
| 4. | „Lorelei”                             | 5:26  |
|    |                                       |       |
| 5. | „Outward Bound”                       | 4:51  |
|    |                                       |       |
| 6. | „Prelude”                             | 5:46  |
|    |                                       |       |
| 7. | „When You Know Love”                  | 4:29  |
|    |                                       |       |
| 8. | „Lonely Island”                       | 4:29  |
|    |                                       |       |
| 9. | „Candlelight”                         | 1:50  |
|    |                                       |       |
|    |                                       | 40:53 |
|    |                                       |       |

## Twórcy albumu
- Martin Turner – gitara basowa, śpiew
- Andy Powell – gitara, mandolina, śpiew
- Laurie Wisefield – gitara, gitara stalowa, banjo, śpiew
- Steve Upton – perkusja, instrumenty perkusyjne